# Cláusula (música)
La cláusula, en música, es una pieza corta, que se logra después de haber agregado un intervalo de cuarta, quinta u octava a la voz que lleva el canto gregoriano (Tenor) y era usada en la música medieval. Requiere al menos dos voces en modo contrario. La cláusula era una parte en que a la línea del tenor quien era la base se le agregaba una voz superior que iba complementando el canto del tenor por medio de melismas, esto es, más de dos notas para una sola sílaba de texto. El compositor aumenta el tempo de la pieza y escribe diseños rítmicos cortos, repitiéndose por toda la cláusula (pieza). si la voz superior va considerablemante más rápido que el tenor y contrapunteando a éste se le llama discanto.
Según Carl Dahlhaus (1990) "en el lejano siglo XIII el semitono era considerado un intervalo problemático no comprensible fácilmente". En un semitono melódico ninguna "diferencia era percibida entre el tono superior y el inferior, y a la inversa. El segundo tono no era considerado el traguardo del primero. En su lugar, el semitono se evitaba en la cláusula porque era menos claro que un intervalo".
Al inicio del siglo XIII las cadencias comenzaron a enriquecerse, en una voz, movimientos del semitono, y en otros movimientos, de tonos en sentido contrario. La cláusula fue utilizada principalmente por la llamada Escuela de Notre Dame.
- Datos: Q867914